# Hoya diversifolia
Hoya diversifolia är en oleanderväxtart. Hoya diversifolia ingår i släktet Hoya och familjen oleanderväxter.

## Underarter
Arten delas in i följande underarter:
- H. d. diversifolia
- H. d. el-nidicus